# John Berkeley (3e baron Berkeley de Stratton)
Pour les articles homonymes, voir John Berkeley et Berkeley.
John Berkeley (1663-1697), 3e baron Berkeley de Stratton, est un officier de marine anglais du XVIIe siècle. Il finit sa carrière avec le grade d'Admiral de la Royal Navy.

## Biographie
Il est le second fils de John Berkeley (1602-1678) et hérite du titre de baron le 6 mars 1682, à la mort de son frère aîné Charles, un capitaine de la marine.
Le 14 décembre 1688 il est nommé Rear-Admiral, sous le commandement de George Legge. Au cours de l'été suivant, il est nommé vice-amiral de l'escadre rouge, sous l'amiral Arthur Herbert et participera à la bataille de la baie de Bantry (11 mai 1689). À la mort de John Ashby le 12 juillet 1693, il est nommé amiral de l'escadre bleu au même titre que les amiraux Killigrew, Delaval et Shovell.
Le 8 juin 1694, John Berkeley se voit détaché par l'amiral Edward Russell à la tête d'une large division de la flotte anglaise afin de couvrir les troupes de débarquement du lieutenant-général Talmash, lors de l'attaque de Brest. Cette attaque dans la baie de Camaret ayant été annoncée par des espions de l'expédition, elle est repoussée, entraînant de lourdes pertes du côté anglais. Talmash sera mortellement blessé durant cette bataille.
Après le retour de cette expédition, Berkeley commandera la flotte quelques jours plus tard en bombardant Dieppe et Le Havre à titre de représailles. Le 27 août, il transmet les commandes à Cloudesley Shovell et part à Londres pour l'hiver.
Au cours de l'été suivant, il renouvellera les attaques le long de la côte française. Le 4 juillet, il est rejoint par l'escadre hollandaise de l'amiral Philips van Almonde et bombarde Saint-Malo sous les commandes du capitaine John Benbow. En août, Berkeley attaque Dunkerque et Calais sans succès.
L'année suivante, il navigue dans le golfe de Gascogne et près de l'île de Groix et bombarde Saint-Martin sur l'île de Ré. De tels agissements ne pouvaient mener à aucun résultat et plus grave encore, une nuit il y eut une intrusion dans la flotte par le corsaire français René Duguay-Trouin, qui a maitrisé une des frégates directement sous les yeux de l'Amiral Berkeley. Vers la fin de juillet la flotte est retourné à Spithead et plus aucune opération n'a eu lieu durant cet été. Berkeley est parti en congé, tout en conservant son commandement. Cependant, il ne l'a jamais repris, atteint d'une pleurésie, qui l'emporte le 27 février 1697.
Il est marié à Jane, fille de John Temple, avec laquelle il eut une fille, qui mourut en bas âge.